# Kultivationshypothese
Die Kultivationshypothese (auch: Kultivierungsthese, Kultivierungsanalyse oder selten auch Kultivierungshypothese) geht auf die Vielseherforschung des Kommunikationswissenschaftlers George Gerbner zurück. Gerbner untersuchte in den 1970er Jahren die Rolle des Fernsehens bei der Vermittlung des Weltbildes der Rezipienten. Seine These: Gerade Vielseher, also  Menschen, die mehrere Stunden täglich fernsehen, werden durch das Fernsehen kultiviert und sehen die Welt so, wie sie im Fernsehen vermittelt wird. Das Fernsehen sieht er also als Sozialisationsinstanz, die bei den Konsumenten verzerrte Vorstellungen von der Realität erzeugt.
Gerbner hat zur Untermauerung der These die gesellschaftliche Realität, die in den Medien vermittelte Realität und die Publikumsrealität verglichen. Dazu führte er eine Inhaltsanalyse des TV-Programms (Cultural Indicator Analysis) sowie eine Rezipientenbefragung (Cultivation Analysis) durch.

## Die These
Die Kultivierungsthese postuliert, dass die Weltsicht vor allem bei Vielsehern von der tatsächlichen Realität abweicht, da diese sich stärker der Fernsehwelt aussetzen und diese somit stärker verinnerlichen würden. Das Fernsehen stellt in der Tat die Realität verzerrt dar. Es zeigt mehr Gewalt, vor allem mehr Tötungsdelikte, als real geschehen. Im Fernsehen geht Gewalt meist von Männern aus und wird als Mittel zur Konfliktlösung dargestellt. Diese Befunde sind übertragbar auf das wahrgenommene Realitätsbild: Vielseher halten die Realität für viel gewalttätiger, als sie tatsächlich ist. Außerdem haben sie mehr Angst vor Gewalt. Diese Angst kann dann unter Umständen dazu führen, dass die Gewaltbereitschaft steigt, da die Vielseher meinen, sie müssten sich in der gewalttätigen Welt verteidigen.
Als Indikator von Kultivierungseffekten, wie beispielsweise die im Vergleich zu den tatsächlichen Gegebenheiten bei realistischer Betrachtung zu hoch eingeschätzten Gefahren und Bedrohungen im Alltag, diente so überwiegend auch die Differenz zwischen Viel- und Wenigsehern, das so genannte 'Kultivierungsdifferential'.
Als Begründung für die Macht des Fernsehens im Enkulturationsprozess sieht Gerbner zum einen den hohen Stellenwert, den das Fernsehen in der westlichen Gesellschaft eingenommen hat, indem es durch seine Alltagspräsenz den größten Teil der Bevölkerung, unabhängig von sozialer Schicht oder Alter, rund um die Uhr erreicht. Zum anderen macht er die Eigenschaften des Mediums selbst dafür verantwortlich, indem er den meisten Programmangeboten ein gemeinsames, überwiegend konsonantes System von Werten, Normen, sowie Deutungs- und Verhaltensmustern zubilligt, die sie dem Rezipienten vermitteln.

## Entwicklungsgeschichte
Die Forschungen zur Kultivierungshypothese begannen bereits 1967. Nachdem in der Öffentlichkeit die Besorgnis über mögliche negative Wirkungen der offensichtlich deutlich brutaler gewordenen Fernsehprogramme entstanden war, wurde von der zur US-amerikanischen Gesundheitsbehörde gehörenden 'National Commission on the Causes and Prevention of Violence' und dem 'Surgeon General's Scientific Advisory Committee on Television and Social Behavior' eine Reihe sozialwissenschaftlicher Untersuchungen zu Gewalt in den Medien in Auftrag gegebenen, im Zuge derer auch Gerbner und sein Forschungsteam an der Annenberg School of Communication in Pennsylvania finanziert wurden.
Bekanntheit erlangte die Gruppe zunächst vor allem durch den von ihnen entwickelten 'Violence Index'. Durch ihn konnte der 'Gewaltgehalt' von Fernsehprogrammen angeblich quantitativ gemessen und folglich in seiner zeitlichen Entwicklung wie auch im Kontrast zu anderen Fernsehprogrammen verglichen werden. Ab 1976 wurden die inhaltsanalytischen Untersuchungen methodisch um Befragungen und die Absicht ergänzt, auch Aussagen über die Wirkung des Fernsehens auf die Einstellungen der Rezipienten machen zu können. 1980 erschien das 'Violence Profile' zum letzten Mal. In den folgenden Jahren wurde der Ansatz um das so genannte 'Mainstreamingkonzept' modifiziert und weiterentwickelt, in dem die Kultivierungseffekte über den Gewaltbereich hinaus, beispielsweise auf Geschlechter- und Altersrollen ausgedehnt wurden.

## Hintergrund
Für seine Untersuchungen zur Kultivierungshypothese wählte Gerbner das zweistufige Verfahren des 'Cultural Indicators Approach'. In einem ersten Schritt, der 'Message System Analysis' (MSA) sollte zunächst die Welt des Fernsehens möglichst vollständig analysiert werden. Nachdem sich die Analyse über viele Jahre auf den Aspekt offener, physischer Gewalt beschränkte, war das hochgesteckte Ziel, die gesamte Komplexität, das heißt alle wesentlichen Merkmale, Strukturen, Beziehungen und Wechselwirkungen des Stimulus zu erheben.
In der 'Kultivierungsanalyse' als zweitem Schritt sollte der Einfluss dieser Fernsehwelt auf diejenigen untersucht werden, die an ihr teilnehmen, also vor allem die Vielseher. Die Kultivierungseffekte wurden dann vor allem durch Fragen erhoben, die sich auf die in der MSA ermittelte Fernsehwelt bezogen. Gab der Befragte eine Antwort im Sinne der Fernsehwelt, so wurde daraus der Einfluss der Fernsehkultur auf seine Vorstellungen geschlussfolgert. Methodisch liegt also ein an das Paradigma (quasi-)experimenteller Sozialforschung angelehntes Untersuchungsdesign zugrunde, wobei dann dem Vergleich der Experimentalgruppe der Vielseher (bei Gerbner Menschen mit einer täglichen Fernsehnutzung von 4 Stunden und mehr) idealerweise eine Kontrollgruppe mit Nichtsehern gegenübergestellt werden müsste. Da diese in den Vereinigten Staaten jedoch nur in unzureichendem Ausmaße zur Verfügung stand, beschränkte sich Gerbner auf die Untersuchung von Wenigsehern (Menschen mit einer Fernsehnutzung von 2 Stunden und weniger).
Kultivierung meinte dabei außerdem keine einfache Ursache-Wirkungsbeziehung zwischen Medieninhalt und Publikumsansichten, sondern bezog sich auf eher langfristige, kumulative Konsequenzen, die durch die wiederholte Rezeption stabiler Muster in Fernsehbotschaften zustande kommt. Ein solcher kontinuierlicher, dynamischer Wirkungsprozess leugnet dabei weder die jeweiligen Kontexte der Rezipienten noch intervenierende Faktoren wie etwa interpersonale Kommunikation oder direkte Erfahrung, sondern geht davon aus, dass solche Faktoren als intervenierende Größen eine Rolle spielen (vgl. Gerbner et al. 2002:197).

## Kritik und Weiterentwicklung
Stießen auch die theoretischen Annahmen der Kultivierungsanalyse scheinbar kaum auf Widersprüche, so sahen sich die formulierten Hypothesen bzw. deren empirische Überprüfung teilweise heftiger Kritik ausgesetzt. Neben der generellen Problematik, einen entsprechenden Nachweis kausaler Globalbeziehungen innerhalb eines derart komplexen Wirkungszusammenhangs in der Realität zu führen, lag dies nicht zuletzt an der methodischen Umsetzung und vermeidbaren Defiziten bei der Operationalisierung. So wurde zunächst grundsätzlich bezweifelt, dass sich die Vielseher hauptsächlich den in den USA untersuchten Fernsehprogrammen aussetzen. Ebenfalls strittig bleibt, ob die Vielseher und noch viel eher die Wenigseher überhaupt als homogene Gruppen anzusehen sind (vgl. Hawkins / Pingree 1980). Offenbar ebenso ungeprüft blieb Gerbners Gleichsetzung von Nutzungsintensität und Beeinflussung der Rezipienten, nach der die Zeit der Fernsehnutzung zur zentralen unabhängigen Variablen für die Messung von Kultivierungseffekten wird, das heißt Vielseher stärker durch das Fernsehen beeinflusst werden als Wenigseher.
An der Message System Analysis im Besonderen wurde bemängelt, dass die zu Grunde liegende Stichprobe der Fernsehbotschaften nicht nach Zufallskriterien, sondern über mehr oder weniger willkürlich zusammengestellte Programmausschnitte zustande kam. Auch wurde der plausible Vorwurf laut, das Konstrukt Gewalt wäre nicht valide und dadurch unzureichend operationalisiert worden. Zu guter Letzt wurde bezweifelt, dass die Inhaltsanalyse über die Erfassung einzelner Merkmale hinaus für die Beschreibung eines so komplexen Konstruktes wie der 'Fernsehwelt' angemessen ist. Im Zusammenhang der Kultivierungsanalyse wurde vor allem der Einwand laut, dass nicht das Fernsehen, sondern andere Einflussgrößen, wie etwa Alter oder Geschlecht, als intervenierende Variablen den beobachteten Unterschied zwischen Viel- und Wenigsehern zu verantworten hätten.
Auf die wohl größten Zweifel stießen jedoch die Verallgemeinerungen von den untersuchten Fernsehprogrammen auf die generelle Struktur von Fernsehinhalten. Das Team um Gerbner unterstellte, dass diese sich kaum voneinander unterscheiden und auch unterschiedlichen Sendungen schlussendlich dieselbe Symbolik inhärent ist. Begründet wurde dies aber fast ausschließlich durch die Annahme, die Programmproduktion würde stets denselben ökonomischen Prinzipien unterliegen. Allerdings führten Untersuchungen anderer Ansätze auch zu Ergebnissen, die die Annahmen der Kultivierungsanalyse stützen. So geht etwa die Kognitionsforschung davon aus, dass Individuen bei der Urteilsbildung tendenziell relativ wenige, einfach verfügbare Informationen heranziehen. Gleichzeitig wird bei heuristischer, nicht systematischer Informationsverarbeitung Komplexität durch Vereinfachung reduziert. Außerdem werden Schemata, die zuletzt ('recency effect') und besonders häufig ('frequency effect') aktiviert wurden, leichter erinnert. Angewendet auf die Kultivierungsanalyse setzen Vielseher so mitunter Verfügbarkeitsheuristiken ein, die ihnen über die durch das Fernsehen zur Verfügung gestellten, typischen Realitätsbilder geläufiger sind als den Wenigsehern. Vielseher greifen in diesem Sinne wohl häufiger auf fernsehbezogene Kognitionen zurück, so dass sie dazu neigen, diese wahrgenommenen Aspekte von Realität bezüglich ihres Vorkommens zu überschätzen (vgl. Higgins et al. 1985).
Winfried Schulz hat 1986 Gerbners Studie zur Kultivierungshypothese auf Deutschland übertragen. Bei seiner Analyse stellte er ebenso wie Gerbner fest, dass es eine signifikante Korrelation zwischen TV-Konsum sowie Angst und Depression gibt.
Anders als Gerbner baute Schulz aber mehrere Kontrollvariablen (Intelligenz, soziales Umfeld, Geschlecht, Alter u. ä.) in seine Untersuchung ein und führte multivariate Analysen durch. Diese zeigten keinerlei Korrelationen zwischen TV-Konsum und Angst/Depressivität mehr.
Daraus ist zu folgern, dass Angst und Depressivität nicht (oder zumindest: nicht allein) durch TV-Konsum verursacht werden, sondern mehrere Ursachen haben. Es scheint sogar wahrscheinlich, dass nicht das Fernsehen das Realitätsbild der Vielseher beeinflusst, sondern umgekehrt: Das von Drittfaktoren (soziales Umfeld etc.) geprägte Realitätsbild ist überhaupt erst der Auslöser für den hohen Fernsehkonsum der Vielseher (z. B. eskapistische Mediennutzung).
Es besteht der Verdacht, dass es sich bei Gerbners Forschungsergebnissen um Artefakte handelt, also um Scheinzusammenhänge, die allein durch die Auswertung zustande kommen, vor allem, da die Begriffe „Viel“- und „Wenigseher“ auch von Gerbner nicht stringent verwendet wurden (Bei den verschiedenen Erhebungswellen der ursprünglichen Studie wurden die Zeitanforderungen für „Viel“- bzw. „Wenigseher“ unterschiedlich angesetzt).
Auch wenn es heute begründeten Zweifel an der Validität von Gerbners Studie gibt, wurden Kultivierungseffekte durch Fernsehkonsum in mittlerweile mehr als 300 Studien nachgewiesen.
Es gilt heute als gesichert, dass Fernsehen zur Sozialisation beiträgt. Zwar ist es nur ein Sozialisationsfaktor von vielen (und auch nicht der wirkungsstärkste), jedoch ist er besonders wirksam, weil ihm nahezu die gesamte Bevölkerung ausgesetzt ist. Dies ist möglicherweise auch der Grund dafür, dass die messbaren Unterschiede zwischen Viel-, Durchschnitts- und Wenigsehern eher gering sind.
Um die Relevanz der Kultivierungshypothese abschließend beurteilen zu können, ist jedoch eine Langzeit- bzw. Längsschnittstudie nötig. Nach wie vor ist auch unklar, ob Vielseher wirklich eine homogene Gruppe sind, wie die Theorie unterstellt, und ob sie sich tatsächlich den in der Cultural Indicator Analysis untersuchten Programmen aussetzen.
In neueren Untersuchungen hat Gerbner weitere Aspekte der Kultivierung des Fernsehens untersucht. Dass Fernsehen eine Wirkung auf die Einstellungen hat, setzt er hier voraus. Er entwickelte das so genannte Mainstreaming-Konzept, demzufolge das Fernsehen Einstellungsunterschiede in der Bevölkerung (Vielseher) angleicht und zu einer Konvergenz der Standpunkte führt, das heißt eine Vielsehergruppe 1 gleicht sich einer anderen Vielsehergruppe 2 an. (Es geht hier vor allem um Anpassungen von allgemeinen Wertvorstellungen und politischen Meinungen.)
Im Gegensatz dazu bewirkt Resonance, dass Medien besonders dann wirken, wenn die Rezipienten sich persönlich betroffen fühlen. Das heißt, bei Betroffenheit der Vielsehergruppe 1 und bei einer Nicht-Betroffenheit einer Vielsehergruppe 2 gleichen sich die Meinungen nicht an, sie klaffen auseinander. Die wissenschaftstheoretisch bedenkliche Folge dieser zwei Konzepte ist, dass die Theorie nicht widerlegt werden kann: Entweder die Meinungen gleichen sich an (Erklärung durch Mainstreaming), oder sie gehen auseinander (Erklärung durch Resonance). Eine Falsifikation im Sinne Poppers ist somit kaum möglich.